# AfriMusic-2020
Конкурс песни «AfriMusic»-2020 (англ. AfriMusic Song Contest 2020) — третий выпуск пан-африканского конкурса песни «AfriMusic», проходящий на цифровых платформах с 7 октября 2019 по 27 апреля 2020 года. В нём приняли участие 113 песен в исполнении 113 артистов из 24 стран, в финальную часть (голосование продлится с 10 по 25 апреля 2020 года) вышли 30 песен в исполнении 30 артистов из 15 стран. Победителем конкурса стал представитель Нигерии Dhortune ThatOndoBoy с песней «Yèmi».

### Участвующие страны
Сразу же после победы ЮАР в конкурсе «AfriMusic-2019», организаторы объявили о том, что они «усиленно работают над тем, чтобы создать живое шоу конкурса и провести финал национального отбора ЮАР и международный финал в прямом эфире» в 2020 году. Они также выразили надежду, что и Эсватини, страна-победительница конкурса 2018 года, также проведет живое отборочное шоу. Однако, эти планы вновь не были реализованы, и конкурс снова был проведен в онлайн-формате. Период приема заявок продлился с 7 октября 2019 по 1 февраля 2020 года. Заявки для участия в конкурсе поступили из 28 стран, их общее число превысило аналогичные показатели 2019 года в 3 раза.
Участвующие страны были объявлены на официальном сайте конкурса 20 февраля 2020 года, одновременно с открытием голосования в региональных отборах. К участию было допущено 113 заявок из 24 стран (таким образом, заявки из 4-х стран не прошли предварительный отсев и проверку на соответствие правилам конкурса: Ботсваны, Гамбии, Лесото и Руанды). Впервые, каждый исполнитель был допущен к участию только с одной конкурсной песней. Бурунди, Экваториальная Гвинея, Кения, Либерия, Марокко, Намибия, Тунис и Уганда дебютируют на конкурсе, ДР Конго, Габон, Танзания и Зимбабве возвращаются на него после годичного отсутствия, Руанда покинула список участников. Нигерия и ЮАР представлены максимально допустимыми 20 песнями каждая, за ними следует Гана с 18 песнями.
Не все страны автоматически получили место в финале конкурса: Двадцать четыре стран были разбиты на четыре региональные группы, из которых уже определённое число песен отбиралось для участия в финале. Таким образом, в зависимости от результатов, в финал могли попасть от пяти до двадцати четырёх стран — в итоге их там оказалось пятнадцать. Девять стран: Габон, Республика Конго, Либерия, Марокко, Мозамбик, Намибия, Сенегал, Экваториальная Гвинея, Эсватини покинули конкурс.
| Восточная Африка (5+1)                                                  | Западная Africa (6+1)                                                                | Центральная и Северная Африка (6)                                                                         | Южная Африка (7+4)                                                                              |
| ----------------------------------------------------------------------- | ------------------------------------------------------------------------------------ | --- | ----------------------------------------------------------------------------------------------- |
| - Бурунди (1) - Кения (5) - Танзания (1) - Уганда (5) - Южный Судан (2) | - Габон (1) - Гана (18) - Кот-д’Ивуар (2) - Либерия (1) - Нигерия (20) - Сенегал (2) | - ДР Конго (4) - Камерун (3) - Республика Конго (1) - Марокко (2) - Тунис (1) - Экваториальная Гвинея (1) | - Замбия (8) - Зимбабве (7) - Малави (4) - Мозамбик (1) - Намибия (2) - Эсватини (1) - ЮАР (20) |

Региональные отборы продлились с 20 февраля по 20 марта. Состав финалистов был объявлен 3 апреля для того, чтобы дать участникам дополнительное время для PR-продвижения. В связи с тем, что в трех из четырёх регионов несколько участников набрали одинаковые баллы, было принято решение о расширении списка финалистов с 24 до 30. Голосование в финале продлилось с 10 по 25 апреля, промежуточные результаты голосования публики были опубликованы 15 и 22 апреля.

### Финал
| Страна      | Исполнитель               | Песня               | Язык                                   | Баллы публики | Баллы жюри | Средний балл | Место |
| ----------- | ------------------------- | ------------------- | -------------------------------------- | ------------- | ---------- | ------------ | ----- |
| Нигерия     | Dhortune ThatOndoBoy      | «Yèmi»              | Пиджин-инглиш, ондо                    | 12            | 1          | 6.5          | 1     |
| Нигерия     | Zinny                     | «Little Girls Grow» | Английский                             | 1             | 12         | 6.5          | 2     |
| Гана        | EpiqMenz feat. Agbeshie   | «Downtown Guy»      | Английский, пиджин-инглиш, эве         | 10            | 1          | 5.5          | 3     |
| ЮАР         | Presss                    | «African Child»     | Английский, сесото, зулу               | 1             | 10         | 5.5          | 4     |
| Кения       | Crank                     | «Coz You’re Mine»   | Английский                             | 8             | 1          | 4.5          | 5     |
| Малави      | Bamoc                     | «Closed Doors»      | Английский                             | 1             | 8          | 4.5          | 6     |
| Тунис       | Mathcima                  | «Samra»             | Арабский, итальянский                  | 7             | 1          | 4            | 7     |
| ЮАР         | Леоте Тейлор              | «Everybody»         | Английский, сесото, африкаанс          | 6             | 2          | 4            | 8     |
| Бурунди     | Miss Erica feat. Sat-B    | «In My Heart»       | Французский, английский, рунди         | 1             | 7          | 4            | 9     |
| ЮАР         | Холли Рей                 | «Fire»              | Английский                             | 1             | 6          | 3.5          | 10    |
| Нигерия     | Dr Philz feat. Oyinkanade | «Butter»            | английский, йоруба                     | 5             | 1          | 3            | 11    |
| Нигерия     | Айюба Тете                | «Hope Song»         | английский, хауса                      | 1             | 5          | 3            | 12    |
| Зимбабве    | Simple Claude             | «Marunjeya»         | Шона, английский                       | 4             | 1          | 2.5          | 13    |
| Замбия      | Waina                     | «Norita»            | Чичева, соли, английский               | 1             | 4          | 2.5          | 14    |
| ДР Конго    | Анушка Тулука             | «Na Lela Yo»        | Лингала                                | 3             | 1          | 2            | 15    |
| ЮАР         | Йоланда Беккер            | «The Song Of Hope»  | Английский                             | 1             | 3          | 2            | 16    |
| Уганда      | Frank Magic               | «Sibiwulira»        | Луганда                                | 2             | 1          | 1.5          | 17    |
| Камерун     | Epiesco                   | «Nga Di Scream»     | Английский, пиджин-инглиш, французский | 1             | 1          | 1            | 18    |
| ЮАР         | Mandlamakhulu             | «Vukani»            | Коса                                   | 1             | 1          | 1            | 19    |
| ЮАР         | Кентон Ли                 | «Echo»              | Английский                             | 1             | 1          | 1            | 20    |
| Кот-д’Ивуар | Лефло Гнезале             | «Reste»             | Французский, пиджин-инглиш             | 1             | 1          | 1            | 21    |
| Камерун     | Liya                      | «Broken»            | Английский, пиджин-инглиш, французский | 1             | 1          | 1            | 22    |
| ЮАР         | LusiBlaq                  | «Emlanjeni»         | Коса                                   | 1             | 1          | 1            | 23    |
| ДР Конго    | Эдди Раг                  | «Bla Bla Bla»       | Суахили, английский                    | 1             | 1          | 1            | 24    |
| ЮАР         | Тато Каше feat. Mjojo     | «Ndimilona»         | Зулу                                   | 1             | 1          | 1            | 25    |
| Камерун     | Joahn Lover               | «Ticket Validé»     | Французский                            | 1             | 1          | 1            | 26    |
| Гана        | Efe Keyz                  | «Feelings»          | Английский, Пиджин-инглиш              | 1             | 1          | 1            | 27    |
| Танзания    | Voice Prince              | «Nakupenda»         | Суахили, английский                    | 1             | 1          | 1            | 28    |
| Кения       | Otis Jela                 | «Yako»              | Кисуахили                              | 1             | 1          | 1            | 29    |
| Южный Судан | Yuppie Jay                | «Bubble It»         | Английский, арабский пиджин            | 1             | 1          | 1            | 30    |

### Исполнители, уже участвовавшие в «AfriMusic» ранее
Efe Keyz из Ганы (12-е место) и Joahn Lover из Камеруна (19-е место) принимали участие в AfriMusic-2019. Ещё два конкурсанта 2019 года — Jay Arghh A.K.A J’R (Мозамбик, 2-е место) и Laz B (Нигерия, 13-е место) вновь претендовали на участие в конкурсе, но не смогли пройти стадию региональных отборов.

### Жюри
- Россия — Андрей Михеев — главный редактор веб-сайта ESCKAZ.com[42]
- Канада — Энтони Лопес Берардинелли (Тони КуКо) — шоу-бизнес блогер и редактор
- Нигерия — Беневаах Боатенг — координатор страны в Universal Music Nigeria и владелица агентства Harmattan Rain
- Гана — Эдвард Боафо Овусу[43] — руководитель фестивалей и музыкальных премий
- Малави — Эрик Палиани[англ.] — музыкант, продюсер, автор песен
- ЮАР — Гаррик ван дер Туин — звукорежиссёр и музыкальный продюсер, член группы Albinobeach
- Великобритания — Джеймс Нумбер — исполнитель, член London Community Gospel Choir[англ.]
- ЮАР — Калин Пашалиев — главный редактор Music In Africa, член группы Albinobeach
- Гана — Kyekyeku — музыкант, гитарист, лидер проекта Ghanalogue Highlife
- Гана — Ленда Айзекс — артист, лидер прославления
- Танзания — Лоренц Херманн — продюсер артистов, маркетолог
- Сенегал — Люк Майитуку — художественный директор, руководитель агентства Zhu Culture
- Франция — Нисай Самре — главный редактор веб-сайта Eurovision-FR.net
- ЮАР — Рой ван дер Мерве — глава Eurovision South Africa, главный редактор веб-сайта ESCCovers
- Польша — Себастьян Мних — главный редактор Destination Eurovision
- США — Симона Калоко — телеведущая и рекламный менеджер
- Эсватини — Symphony — победительница конкурса «AfriMusic-2018»[44][45], певица, автор песен
- ЮАР — Виктор Нуньес — автор песен, сооснователь «AfriMusic»

### Победители
Обладатели четырёх специальных премий были объявлены 23 апреля 2020 года:
- Лучший текст на английском языке: Zinny (Нигерия) — «Little Girls Grow»
- Лучший текст на французском языке: Miss Erica[англ.] feat. Sat-B (Бурунди) — «In My Heart»
- Лучшая песня на языках Африки: Mathcima (Тунис) — «Samra»
- Buzz Award (премия за лучшее продвижение в социальных сетях): Miss Erica feat. Sat-B (Бурунди) — «In My Heart»[48]

Победитель конкурса был объявлен 27 апреля 2020 года. Впервые в истории конкурса два кандидата на победу набрали одинаковое количество баллов, и были применены правила тай-брейка, аналогичные конкурсу Евровидение, где преимущество получает фаворит публики. В целом, голоса публики и жюри сильно разошлись, только одна песня смогла получить баллы у обеих голосующих категорий.
Собрав в финале конкурса 315314 голосов от публики, победителем стал нигерийский артист, автор песен, мультиинструменталист и исполнитель, Оламидотун Ричард Олуватимилехин, более известный как Dhortune ThatOndoBoy. Он работает в сочетании стиля Хайлайф с современными мелодиями, также пропагандируя африканскую культуру ондо-йоруба. Его конкурсная песня «Yèmi» посвящена усилиям, жертвенности и безусловной любви матерей.
В связи с отменой конкурса Евровидение-2020 из-за пандемии COVID-19, вместо поездки в Роттердам, Нидерланды, организаторы предложат альтернативные международные возможности для победителя AfriMusic-2020. Так, помимо прочего, 9 мая Dhortune выступил в качестве интервал-акта финала неофициального онлайн-конкурса «Eurostream 2020», проводимого рядом крупнейших фан-сайтов Евровидения, исполнив две песни - «Milegbe» и победительницу-«Yèmi». Также, выступить в полуфинале конкурса «Eurostream 2020» 7 мая был приглашен финалист «AfriMusic-2020» Кентон Ли (ЮАР), подготовивший специальный новый трек «Undefeated».